# Dziadowa Kłoda
Dziadowa Kłoda è un comune rurale polacco del distretto di Oleśnica, nel voivodato della Bassa Slesia.
Ricopre una superficie di 105,14 km² e nel 2004 contava 4 515 abitanti.